# Алфред Мюлер-Армак
Алфред Мюлер-Армак (на немски: Alfred Müller-Armack) е германски икономист и политик.
Роден е на 28 юни 1901 година в Есен. През 1923 година завършва икономика в Кьолнския университет, където започва да преподава през 1926 година. През 1933 година става член на Националсоциалистическата германска работническа партия, от 1940 година работи в Мюнстерския университет. След края на Втората световна война се присъединява към Християндемократическия съюз и става един от идеолозите на социалното пазарно стопанство (като пръв въвежда това наименование). През 1950 година се връща в Кьолнския университет, а от 1952 година е в ръководеното от Лудвиг Ерхард министерство на икономиката. От 1963 година до пенсионирането си през 1970 година преподава в Кьолнския университет.
Алфруд Мюлер-Армак умира на 16 март 1978 година в Кьолн.